# ویتچارچ، باکینگهام‌شر
ویتچارچ (به انگلیسی: Whitchurch) یک روستا و محله مدنی در بریتانیا است که در Aylesbury Vale واقع شده‌است. ویتچارچ ۹۳۲ نفر جمعیت دارد.